# Armando Valladares
Armando Valladares Pérez (30 de mayo de 1937) es un escritor cubano y ex embajador estadounidense, quien trascendió a la opinión pública internacional como prisionero político y de conciencia, por sus 22 años en prisión y su carácter de opositor a la revolución cubana, pero además por su intento de hacerse pasar por paralítico durante su estancia en prisión.

## El periodo en prisión
Valladares fue encarcelado en diciembre de 1960, a los 23 años de edad, acusado de realizar acciones terroristas con bombas tras el triunfo de la Revolución Cubana. Pasó un total de 22 años en prisión.
Valladares afirma que la causa habría sido negarse a estampar en su escritorio de trabajo una calcomanía pro-comunista, cosa que no está comprobada. Luego de que comenzara la campaña por su liberación, y después de que fuese catalogado por Amnistía Internacional como "prisionero de conciencia", las autoridades cubanas lo detuvieron bajo la acusación de amenazar la seguridad del Estado, describiéndolo como un traidor y afirmando que había sido un integrante de la policía secreta de Fulgencio Batista, quien fuera derrocado por la Revolución cubana de 1959. 
Entre los hechos que se le imputaron, está el haber colocado cajetillas de tabaco rellenas de explosivos en lugares públicos en La Habana, como parte de una célula terrorista (en la que también se encontraría, según esta versión, Carlos Alberto Montaner).
Durante su estancia en prisión, Valladares afirma sin evidencias que se le sometió a diversos tipos de tortura que incluirían palizas, experimentos psicológicos y biológicos y aislamiento. También afirma sin pruebas haber sido sometido a campos de trabajos forzados, y a varios años de confinamiento solitario en una celda sin luz natural ni artificial.[cita requerida]
De acuerdo con su versión, en 1963, cuando se le dio un uniforme azul (que identificaba a los presidiarios), lo rechazó, prefiriendo mantenerse desnudo. En sus 22 años de prisión, Valladares afirmó que supuestamente recibió solo 13 visitas.[cita requerida] Según afirmó Valladares, por rehusarse a participar en programas de supuesta "rehabilitación política", se le mantuvo por 46 días sin alimentos, lo cual lo habría debilitado a tal punto que debió ser relegado a una silla de ruedas por 5 años,[cita requerida] lo que fue empleado como argumento en la campaña internacional en favor de su liberación. 
El gobierno de Cuba, por su parte, publicó grabaciones en video hechas por carceleros en las que se mostraba cómo al llegar la noche y a pesar de su supuesta parálisis, Valladares se levantaba y realizaba ejercicios de estiramiento en su celda para contrarrestar el entumecimiento provocado por la silla de ruedas. Dichas grabaciones le fueron mostradas a Regis Debray, el intelectual y escritor que por entonces era asesor del presidente francés François Mitterand, y quien visitó La Habana por encargo del primer mandatario en 1982 para gestionar la liberación del prisionero. 
Muy poco después, Valladares fue indultado y liberado, bajo la condición de que saliera caminando de prisión por sus propios pies; solicitud que fue cumplida, según se pudo observar a su paso por el aeropuerto desde donde partió rumbo a Madrid, a bordo de un Il-62m de Cubana de Aviación (matrícula CU-T1226), y junto a Pierre Charasse, el encargado de negocios de Francia en Cuba, quien lo acompañaría hasta su destino final en París. Posteriormente emigró a Estados Unidos.
Su única obra publicada en prisión fue el libro de poemas Desde mi silla de ruedas.

## Reconocimientos
El PEN Club de Francia le otorgó el Premio Libertad, que solo se da a escritores presos. 
En 1985, firma una petición a favor del armamento por los Estados Unidos de los Contras, grupos paramilitares de extrema derecha en Nicaragua. Las memorias de Armando Valladares, tituladas Contra Toda Esperanza, se convirtieron en un superventas internacional. El entonces presidente estadounidense, Ronald Reagan -a instancias de su hija, Maureen Reagan- nombró al cubano como embajador de los Estados Unidos en la Comisión de Derechos Humanos de la ONU. Reagan le concedería además el segundo máximo reconocimiento civil estadounidense: la Medalla Presidencial del Ciudadano. Un extracto de su historia, incluso, aparece publicada en las Selecciones del Reader's Digest del año 1983.
Armando Valladares ha hablado en la Asamblea General de las Naciones Unidas y ante grupos legislativos en Europa y América. Fue uno de los fundadores de la organización anticomunista "Resistencia Internacional", así como de la Coalición Europea de Comités Pro Derechos Humanos en Cuba. Actualmente es el presidente del Proyecto Valladares, una organización internacional sin fines de lucro que aboga por los derechos de los niños. Además, fue el presidente del Consejo Internacional de la Fundación de Derechos Humanos hasta su renuncia, el 2 de julio de 2009, por su discrepancia con la organización respecto al Golpe de Estado en Honduras de 2009, al estimarlo una reacción legítima a lo que consideraba un ilegal giro a lo que él llamó « totalitarismo neocomunista » del Presidente Zelaya.
Valladares fue, según sus palabras, uno de los amigos más cercanos del disidente Pedro Luis Boitel.

## Libros de su autoría
- El Alma de un Poeta (1988).
- Contra Toda Esperanza: 22 Años en el Gulag de las Américas (1985). ISBN 9788486663001
- Cavernas del Silencio (1983). ISBN 9788435903547
- El Corazón Con Que Vivo: Nuevos Poemas y Relatos desde mi Silla de Ruedas (1980). ISBN 9788435903455
- Desde mi Silla de Ruedas (1976). ISBN 9788435903981
- Con su propia sangre.